# Штрукдорф
Штрукдорф (нем. Strukdorf) — община в Германии, в земле Шлезвиг-Гольштейн. 
Входит в состав района Зегеберг. Подчиняется управлению Трафе-Ланд.  Население составляет 252 человека (на 31 декабря 2010 года). Занимает площадь 7,3 км².